# Jasmin Savoy Brown
Jasmin Savoy Brown (* 21. März 1994 in Alameda, Kalifornien) ist eine US-amerikanische Schauspielerin.

## Frühes Leben
Brown wurde in Alameda, Kalifornien geboren und wuchs in Springfield, Oregon bei ihrer alleinerziehenden Mutter auf. Nach der High School zog sie nach Portland, Oregon. In Oregon war sie Mitglied verschiedener Musical- und Schauspielgruppen wie dem Portland Shakespeare Project. Mit 19 Jahren kam sie alleine für ihre Schauspielkarriere nach Los Angeles, wo sie Schauspiel in den Lonsdale Smith Studios trainierte. Daneben lernte sie sieben Jahre lang Violine und brachte sich selbst Piano und Gitarre bei.

## Karriere
Nach einigen Kleinauftritten in Filmen und Serienepisoden erlangte Brown ihre erste Seriennebenrolle in der zweiten und dritten Staffel von The Leftovers. Darauf folgten Rollen über mehrere Episoden in Stitchers und Will. Hauptrollen hatte sie ab 2018 in For the People und 2021 in Yellowjackets.
Seit 2022 ist sie Teil der neuen wiederkehrenden Besetzung des Scream-Franchise.

## Persönliches
Brown leidet an Endometriose. Sie ist lesbisch.

## Filmografie (Auswahl)
- 2013: Grimm (Fernsehserie, 1 Episode)
- 2014:	 Grow Up!?
- 2014: The Fosters (Fernsehserie, 1 Episode)
- 2014:	The Record Keeper
- 2014:	Camp Harlow
- 2014:	Forgotten Hero
- 2014: The Virgins
- 2014: Brooklyn Nine-Nine (Fernsehserie, 1 Episode)
- 2015: The A-List
- 2015–2017: The Leftovers (Fernsehserie, 8 Episoden)
- 2016: Stitchers (Fernsehserie, 7 Episoden)
- 2017: Grey’s Anatomy (Fernsehserie, 1 Episode)
- 2017:	Ten Dollar Bill
- 2017:	Lane 1974
- 2017: Will (Fernsehserie, 5 Episoden)
- 2017: Do I Say I Do?
- 2017:	Newly Single
- 2018: Love (Fernsehserie, 3 Episoden)
- 2018–2019: For the People (Fernsehserie, 20 Episoden)
- 2021:	Sound of Violence
- 2021: Final Space (Fernsehserie, 1 Episode)
- seit 2021:	Yellowjackets (Fernsehserie)
- 2022:	Scream
- 2023:	Scream VI